# Duninia baehrae
Duninia baehrae là một loài nhện trong họ Hersiliidae.
Loài này thuộc chi Duninia. Duninia baehrae được miêu tả năm 2009 bởi Y. M. Marusik & V. Y. Fet.